# Ilir Nallbani
Ilir Nallbani (Peć, 11 giugno 1982) è un ex calciatore kosovaro, di ruolo centrocampista.

## Biografia
Nato a Peć, nell'allora provincia autonoma jugoslava del Kosovo.